# Pleurotomella bairdi
Pleurotomella bairdi là một loài ốc biển, là động vật thân mềm chân bụng sống ở biển trong họ Conidae.